# Алеур 1-й
Алеур 1-й — село в Чернышевском районе Забайкальского края России. Входит в состав сельского поселения «Алеурское».

## География
Село находится на берегу реки Алеур, к востоку от села Алеур, центра сельского поселения, на расстоянии 1 км к северо-востоку от посёлка городского типа Чернышевск, административного центра района.

## История
Решение образовать новый населённый пункт путём выделения из села Алеур было принято Законом Забайкальского края от 25 декабря 2013 года. На федеральном уровне соответствующее наименование было присвоено Распоряжением Правительства Российской Федерации от 1 марта 2016 года № 350-р.

## Население
| 2021 |
| ---- |
| 15   |